# Diagram interakcji
Diagram interakcji w języku UML służy do opisu zależności przy przesyłaniu komunikatów pomiędzy obiektami, czyli zależności w przepływie sterowania pomiędzy obiektami. 
Diagram ułatwiający zrozumienie zależności w przepływie sterowania. Metody realizujące to sterowanie są rozproszone w wielu klasach, co powoduje trudności ze zrozumieniem ich wzajemnej zależności i interakcji. Jest to powód sporządzania diagramów interakcji. Służą one do opisu zależności przy przesyłaniu komunikatów dla pewnej grupy obiektów. Często stanowią bardziej precyzyjny opis pojedynczego przypadku użycia. Istnieje wiele wariantów diagramów interakcji o różnych odmianach syntaktycznych. UML wprowadza dwa rodzaje takich diagramów: diagramy sekwencji i diagramy kolaboracji (współpracy).
Do czego służą?
Diagramy interakcji są jednym z rodzajów diagramów dynamicznych. Bazują na istniejącym diagramie klas i opisują one sposób w jaki obiekty współpracują ze sobą w celu zrealizowania konkretnej funkcji systemu (przypadku użycia lub scenariusza danego przypadku użycia). Pozwalają na lepsze zrozumienie zdarzeń zachodzących pomiędzy nimi. Ponadto mogą służyć jako model do generowania gotowego kodu programu przez niektóre narzędzia typu CASE.
Na diagramie interakcji przedstawione jest zazwyczaj zachowanie systemu dotyczące jednego przypadku użycia.

## Rodzaje diagramów interakcji
- diagram sekwencji (inaczej diagram przebiegu) - przedstawiają zależności czasowe pomiędzy obiektami, służą do modelowania systemów czasu rzeczywistego i złożonych scenariuszy.
- diagram komunikacji (inaczej diagram współdziałania, diagram kolaboracji) - odwzorowują powiązania pomiędzy obiektami, nie uwzględniają upływu czasu, służą do odwzorowywania efektów oddziaływania na pojedynczy obiekt.

Oba typy ilustrują ten sam problem, jednak przedstawiają go w innym kontekście, dlatego wybór odpowiedniego diagramu zależy od sposobu, w jaki chcemy daną sytuację opisać.